# Kabinett Ladgham

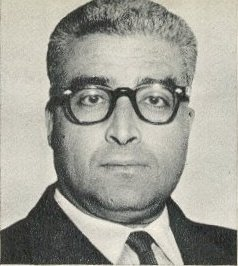
Bahi Ladgham war zwischen 1969 und 1970 Premierminister von Tunesien

Das Kabinett Ladgham wurde am 19. Oktober 1969 von Premierminister Bahi Ladgham von der Sozialistischen Destur-Partei (PSD) gebildet. Es löste das Kabinett Bourguiba II ab und blieb bis zum 2. November 1970 im Amt, woraufhin es vom Kabinett Nouira abgelöst wurde.

## Zusammensetzung

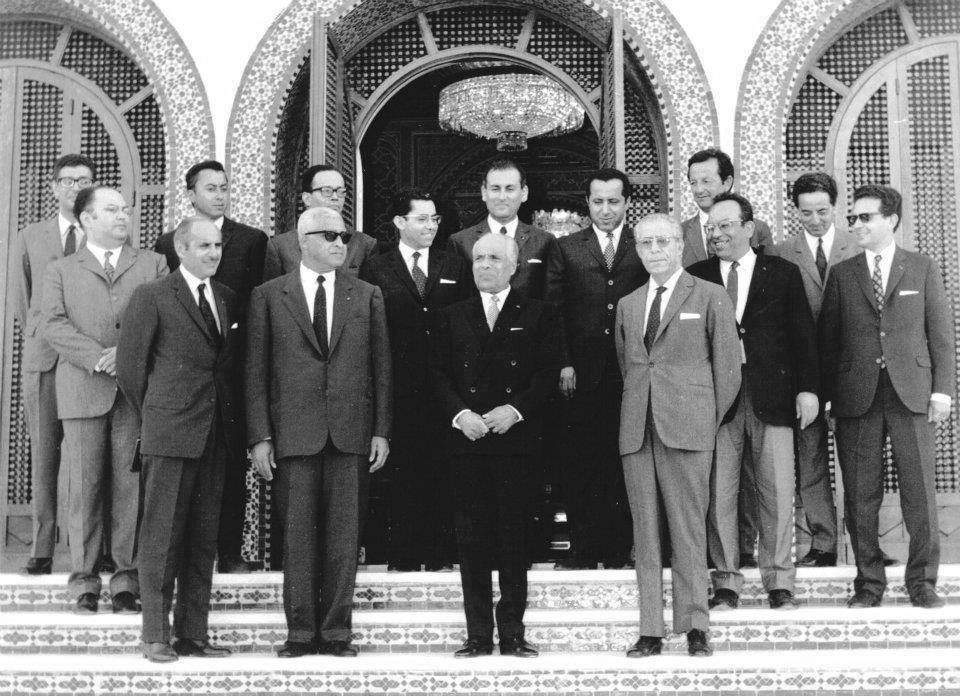
Kabinett Ladgham (12. Juni 1970)

Dem Kabinett gehörten folgende Minister und Staatssekretäre an:

### Minister
| Amt                                                                                                  | Name                                 | Partei | Beginn der Amtszeit             | Ende der Amtszeit              |
| --- | ------------------------------------ | ------ | ------------------------------- | ------------------------------ |
| Premierminister                                                                                      | Bahi Ladgham                         | PSD    | 19. Oktober 1969                | 2. November 1970               |
| Staatsminister im Präsidialamt                                                                       | Taïeb Slim                           | PSD    | 9. November 1969                | 2. November 1970               |
| Staatsminister beim Premierminister                                                                  | Mahmoud Messadi                      | PSD    | 9. November 1969                | 2. November 1970               |
| Gouverneur der Banque Centrale de Tunisie im Rang eines Staatsministers                              | Hédi Nouira                          | PSD    | 27. November 1969               | 12. Juni 1970                  |
| Staatsminister für Nationale Wirtschaft                                                              | Hédi Nouira                          | PSD    | 12. Juni 1970                   | 2. November 1970               |
| Minister für Nationale Verteidigung                                                                  | Béji Caïd Essebsi Hassib Ben Ammar   | PSD    | 9. November 1969 12. Juni 1970  | 12. Juni 1970 2. November 1970 |
| Justizminister                                                                                       | Mohamed Snoussi Habib Bourguiba jr.  | PSD    | 9. November 1969 12. Juni 1970  | 12. Juni 1970 2. November 1970 |
| Außenminister                                                                                        | Habib Bourguiba jr. Muhammad Masmudi | PSD    | 9. November 1969 12. Juni 1970  | 12. Juni 1970 2. November 1970 |
| Innenminister                                                                                        | Hédi Khefacha Ahmed Mestiri          | PSD    | 9. November 1969 12. Juni 1970  | 12. Juni 1970 2. November 1970 |
| Finanzminister                                                                                       | Abderrazak Rassaa                    | PSD    | 9. November 1969                | 2. November 1970               |
| Landwirtschaftsminister                                                                              | Abdallah Farhat                      | PSD    | 9. November 1969                | 2. November 1970               |
| Wirtschaftsminister                                                                                  | Hassan Belkhodja                     | PSD    | 9. November 1969                | 2. November 1970               |
| Bildungsminister                                                                                     | Ahmed Noureddine                     | PSD    | 9. November 1969                | 27. Dezember 1969              |
| Minister für Nationale Bildung, Jugend und Sport                                                     | Mohamed Mzali Chedly Ayari           | PSD    | 27. Dezember 1969 12. Juni 1970 | 12. Juni 1970 2. November 1970 |
| Kulturminister 12. Juni 1970: Minister für Kultur und Information                                    | Chedli Klibi Habib Boularès          | PSD    | 9. November 1969 12. Juni 1970  | 12. Juni 1970 2. November 1970 |
| Minister für Jugend und Sport                                                                        | Mohamed Mzali                        | PSD    | 9. November 1969                | 27. Dezember 1969              |
| Minister für öffentliche Gesundheit                                                                  | Driss Guiga                          | PSD    | 9. November 1969                | 2. November 1970               |
| Minister für Tourismus und Raumplanung                                                               | Mondher Ben Ammar                    | PSD    | 9. November 1969                | 2. November 1970               |
| Minister für öffentliche Arbeiten 12. Juni 1970: Minister für öffentliche Arbeiten und Kommunikation | Tijani Chelli                        | PSD    | 9. November 1969                | 2. November 1970               |
| Minister für Post, Telegrafie und Telefonie                                                          | Mansour Moalla                       | PSD    | 9. November 1969                | 12. Juni 1970                  |

### Staatssekretäre
| Amt | Name                        | Partei | Beginn der Amtszeit            | Ende der Amtszeit              |
| --- | --------------------------- | ------ | ------------------------------ | ------------------------------ |
| Staatssekretär für Planung beim Premierminister 12. Juni 1970: Beigeordneter Minister für Planung beim Premierminister             | Chedly Ayari Mansour Moalla | PSD    | 9. November 1969 12. Juni 1970 | 12. Juni 1970 2. November 1970 |
| Staatssekretär für Information beim Premierminister                                                                                | Mohamed Sayah               | PSD    | 9. November 1969               | 2. November 1970               |
| Staatssekretär für Soziales und Wohnungswesen beim Premierminister 12. Juni 1970: Staatssekretär für Soziales beim Premierminister | Sadok Ben Jemâa             | PSD    | 9. November 1969               | 2. November 1970               |
| Staatssekretär beim Landwirtschaftsminister                                                                                        | Lassaad Ben Osman           | PSD    | 9. November 1969               | 2. November 1970               |
| Staatssekretär beim Staatsminister für Nationale Wirtschaft                                                                        | Baccar Touzani              | PSD    | 17. Juni 1970                  | 2. November 1970               |
| Staatssekretär für Lehre, Forschung und berufliche Bildung beim Landwirtschaftsminister                                            | Tahar Belkhodja             | PSD    | 17. Juni 1970                  | 2. November 1970               |
| Staatssekretär für Jugend und Sport beim Minister für Nationale Bildung, Jugend und Sport                                          | Abdelaziz Beltaïef          | PSD    | 17. Juni 1970                  | 2. November 1970               |
| Staatssekretär für Post, Telegrafie und Telefonie im Ministerium für öffentliche Arbeiten und Kommunikation                        | Habib Ben Cheikh            | PSD    | 17. Juni 1970                  | 2. November 1970               |